# اسپرینگفیلد (آلاباما)
اسپرینگفیلد (به انگلیسی: Springhill) یک منطقهٔ مسکونی در ایالات متحده آمریکا است که در آلاباما واقع شده‌است. اسپرینگفیلد ۳۴۸٫۰۹ متر بالاتر از سطح دریا واقع شده‌است.